# Electrocugat
Electrocugat és un grup de música català que practica un elegant lounge electrònic, amb tocs d'ironia. En la seva música predominen els sons bossa, ritmes llatins com el mambo o el txa-txa-txa, mesclat amb bases electròniques i tot tipus d'efectes samplejats. Està format per Arturo C. Urbina (músic i DJ) i Antuan Duanel (guitarrista i escriptor) que el 1999 van crear el grup a Barcelona. L'any 2000, comencen a gravar alguns temes amb la vocalista Paula Bances i el segell So Dens edita el seu primer àlbum, Visconti con hielo i l'EP de remescles Lounge-Club Remixes.
Durant els anys 2000 Arturo simultaneja les seves sessions com a DJ con Hielo a la residència de La Paloma de Barcelona, amb la composició del seu següent àlbum que va comptar amb noves vocalistes: Rina Ota (Japó), Luciana Lis (Brasil) i Dácil López (Barcelona), així com la percussionista barcelonina, Susana Pagès.
El 2006, apareix el seu segon àlbum Ladies' Coktail (Coolsound Music), un àlbum de Lounge-pop en línia amb l'estil Shibuya Key japonès. Amb referències a èpoques i estils musicals que van des dels 50 al club, o de Mancini a Dee Lite. Els textos, aquesta vegada en castellà, aglutinen els estils i dibuixen personatges certament cinematogràfics i Fellinians. Electrocugat ha editat discos al Japó, de la mà del segell Rambling Records, i han participat en diversos discos compilatoris del país nipó. Algunes de les seves cançons han estat escollides com a sintonies per programes de televisió (TV3) i han participat en diversos projectes teatrals, audiovisuals i d'internet amb marques com Custo-Barcelona.